# Heinrich Kamps

Teich zwischen Bäumen; Tempera auf Hartfaserplatte

Heinrich Kamps, auch Heinz Kamps (* 29. September 1896 in Krefeld; † 21. Dezember 1954 in Düsseldorf), war ein deutscher Kunstmaler, Direktor der Kunstakademie Düsseldorf und gehörte zu den im Nationalsozialismus verfemten Künstlern.

## Ausbildung
Kamps besuchte nach der Volksschule die Oberrealschule und seit dem Jahr 1914 die Handwerker- und Kunstgewerbeschule in Krefeld. 1915 wechselte er an die Hamburger Kunstgewerbeschule am Lerchenfeld, musste diese Ausbildung jedoch abbrechen, da er im September zum Kriegsdienst einberufen wurde. Wegen einer Kriegsverletzung war er ab 1916 wehruntauglich und konnte deshalb ab 1917 in Düsseldorf das Staatliche Zeichenlehrerseminar an der Kunstgewerbeschule Düsseldorf bei Lothar von Kunowski besuchen, das er 1919 mit der Staatlichen Zeichenlehrerprüfung abschloss.

## Wirken

Pflaumenbaumzweig; Gouache auf Papier

In den beiden Folgejahren wirkte Kamps als freier Künstler, bis er 1921 als Zeichenlehrer an das Düsseldorfer Rethelgymnasium berufen wurde. 1922 präsentierte er sich mit seinen Werken erstmals einer breiteren Öffentlichkeit, als er sich an einer Ausstellung der Künstlervereinigung  Das Junge Rheinland beteiligte und ebenso an dem im Zusammenhang mit dieser Ausstellung unter Leitung von Gert Heinrich Wollheim vom 29. bis 31. Mai stattfindenden ersten (und einzigen) Kongress der Union Internationaler Fortschrittlicher Künstler im Düsseldorfer Regierungsgebäude teilnahm. Als sich 1923 die Rheingruppe vom Jungen Rheinland abspaltete, schloss sich Kamps dieser neuen Gruppierung an. Auch im Rahmen der Rheinischen Sezession stellte er aus. 1925 arbeitete er für kurze Zeit am Wilhelmsgymnasium in Kassel, bevor er im selben Jahr zum Professor für das künstlerische Lehramt an der Kunstakademie Düsseldorf berufen wurde. 1929 übernahm Kamps die Leitung der Staatlichen Kunstschule in Berlin-Schöneberg. Während seiner Berliner Zeit wurde er Senator der Preußischen Akademie der Künste und pflegte Bekanntschaften mit den Künstlern Erich Heckel, Ernst Ludwig Kirchner und Emil Nolde. Die Jahre 1930 bis 1932 waren für Kamps geprägt von einer Schaffensphase mit stark expressivem Malgestus.

## Drangsalierung durch das NS-Regime
Aufgrund einer Denunziation durch den Assistenten Otto Andreas Schreiber wurde Kamps 1933 seines Amtes als Direktor der Kunstschule enthoben. Der Vorwurf lautete auf Protegierung von Kommunisten und des Kulturbolschewismus. Danach konnte er bis 1937 als Professor an den Vereinigten Staatsschulen für freie und angewandte Kunst in Berlin-Charlottenburg arbeiten, wo er die Klasse für Glasmalerei und Mosaik leitete. Da er den Beitritt zur NSDAP verweigerte, wurde er auf Grundlage des Gesetzes zur Wiederherstellung des Berufsbeamtentums zum 1. November 1937 zwangspensioniert. In der Fränkischen Galerie in Nürnberg kam es zur Beschlagnahme seines Werkes Rote Blumentöpfe als Entartete Kunst. Es ist bis heute verschollen.
In den Folgejahren hielt Kamps sich für längere Zeit auf Hiddensee, in der Eifel und am Niederrhein auf, seit 1944 lebte er in Olpe. In dieser Zeit gestaltete er Glasfenster, Mosaiken und Wandbilder für Kirchenbauten. Im Jahr 1943 wurde sein Berliner Atelier bei einem Bombardement durch die Alliierten zerstört, wobei nahezu sein gesamtes Werk verloren ging.

## Nachkriegszeit
1946 konnte Werner Heuser Kamps als Professor für die wiedereröffnete Düsseldorfer Kunstakademie gewinnen, die er dann von 1949 bis zu seinem Tod als Direktor geleitet hat. In seinen letzten Lebensjahren beteiligt sich Kamps an verschiedenen Ausstellungen, unter anderem 1947 beim Westdeutschen Künstlerbund in Hagen und 1948 bei der „Niederrheinischen Malerei und Plastik der Gegenwart“ im Kaiser-Wilhelm-Museum in Krefeld. 1952 war er Juror der Kunstausstellung Eisen und Stahl. Im selben Jahr widmete ihm das Duisburger Kunstmuseum, das heutige Lehmbruck-Museum, eine Einzelausstellung.

## Bekannte Schüler (Auswahl)
- Rolf Crummenauer
- Albert Fürst
- Johannes Geccelli
- Fritz Rupprecht Mathieu
- Hermann Poll